# Coupe d'Europe des nations de rugby à XIII 1969-1970
Navigation
Édition précédente Édition suivante
La Coupe d'Europe des nations de rugby à XIII 1970 est la sixième édition de la Coupe d'Europe des nations de rugby à XIII, elle se déroule du 18 octobre 1969 au 15 mars 1970, et oppose l'Angleterre, la France et le Pays de Galles. Ces trois nations composent le premier niveau européen.

## Villes et stades
| Perpignan (France)              | Toulouse (France) | Leeds (Angleterre) | Salford (Angleterre) | Wigan (Angleterre)  |
| ------------------------------- | ----------------- | ------------------ | -------------------- | ------------------- |
| Stade Gilbert-Brutus            | Stadium           | Headingley         | The Willows          | Central Park        |
| Stade Gilbert-Brutus, Perpignan | Stadium, Toulouse | Headingley, Leeds  | The Willows, Salford | Central Park, Wigan |

## Les équipes

### France
| Nom                  | Âge | Matchs (Ptsmarqués) pendant l'édition | Club                    |
| -------------------- | --- | ------------------------------------- | ----------------------- |
| Georges Aillères     | 35  | 4 (0)                                 | Toulouse olympique XIII |
| Yves Bégou           | 32  | 3 (3)                                 | Villefranche XIII       |
| Roger Biffi          | 27  | 3 (3)                                 | R.C. Saint-Gaudens      |
| Louis Bonnery        | 23  | 1 (0)                                 | XIII Limouxin           |
| Jacques Cabero       | 23  | 1 (0)                                 | XIII Catalan            |
| Jean Capdouze        | 28  | 4 (14)                                | XIII Catalan            |
| Jean-Pierre Clar     | 28  | 4 (0)                                 | U.S. Villeneuve         |
| Gérard Crémoux       | 26  | 1 (0)                                 | U.S. Villeneuve         |
| Jean-Claude Cros     | 29  | 4 (0)                                 | R.C. Albigeois          |
| Francis de Nadaï     | 23  | 3 (0)                                 | XIII Limouxin           |
| Roger Garrigue       | 29  | 4 (4)                                 | Toulouse olympique XIII |
| Jacques Gruppi       | 29  | 3 (6)                                 | U.S. Villeneuve         |
| Jean-Pierre Magagnin | 24  | 2 (0)                                 | U.S. Villeneuve         |
| Claude Mantoulan     | 34  | 2 (0)                                 | XIII Catalan            |
| Henri Marracq        | 32  | 2 (0)                                 | R.C. Saint-Gaudens      |
| Serge Marsolan       | 25  | 4 (0)                                 | R.C. Saint-Gaudens      |
| Hervé Mazard         | 26  | 2 (0)                                 | F.C. Lézignan           |
| Michel Molinier      | 23  | 4 (12)                                | R.C. Saint-Gaudens      |
| André Ruiz           | 23  | 0 (0)                                 | A.S. Carcassonne        |
| Christian Sabatié    | 29  | 4 (0)                                 | U.S. Villeneuve         |

## Classement
| Classement |                |   |   |   |   |    |    |     |
|            | Équipe         | J | V | N | D | PP | PC | Pts |
| 1          | Angleterre     | 4 | 2 | 1 | 1 | 86 | 55 | 5   |
| 2          | France         | 4 | 2 | 1 | 1 | 44 | 37 | 5   |
| 3          | Pays de Galles | 4 | 1 | 0 | 3 | 47 | 85 | 0   |

| 18 octobre 1969 | Angleterre     | 40 - 23 | Pays de Galles | Headingley Rugby Stadium, Leeds |
| 23 octobre 1969 | Pays de Galles | 2 - 8   | France         | The Willows, Salford            |
| 25 octobre 1969 | Angleterre     | 11 - 11 | France         | Central Park, Wigan             |
| 25 janvier 1970 | France         | 11 - 15 | Pays de Galles | Stade Gilbert-Brutus, Perpignan |
| 24 février 1970 | Angleterre     | 26 - 7  | Pays de Galles | Headingley Rugby Stadium, Leeds |
| 15 mars 1970    | France         | 14 - 9  | Angleterre     | Stadium, Toulouse               |